# Paradinha (canção)
"Paradinha" é uma canção da artista musical brasileira Anitta, lançada como single em 31 de maio de 2017 pela gravadora Warner. Composta pela própria em parceria com Umberto Tavares e Jefferson Junior, a faixa foi gravada totalmente em espanhol, sendo sua terceira obra lançada com o idioma – e a primeira liberada sem ter uma versão em português gravada antes, como "Zen" e "Sim ou Não". A canção explora a mistura de dois dos principais gêneros musicais predominantes em faixas bem sucedidas no mercado internacional recentemente, dancehall e reggaeton.
"Paradinha" recebeu avaliações positivas dos críticos especializados, sendo classificada como "simples, viciante e despretensiosa"; um crítico notou que a canção não ficava devendo à artistas internacionais e comparou-a ao potencial de sucesso de "Despacito" (de Luis Fonsi) e "Me Enamoré" (de Shakira). Outros críticos também avaliaram que, com a canção, Anitta seguia a mesma cartilha de Shakira e Enrique Iglesias ao apostar no espanhol para conquistar as pessoas que falam a língua nos Estados Unidos, calçando assim um caminho para lançar-se em inglês futuramente. Comercialmente, se posicionou na terceira posição da Billboard Brasil Hot 100 Airplay, além de conseguir as sessenta melhores posições das paradas principais de Portugal e México.

## Antecedentes
"Primeiro gravei com o J Balvin, depois fiz "Sim ou Não". Começaram a aparecer mais playlists de reggaeton por aqui, então eu disse: 'é agora ou nunca, acho que o Brasil está pronto para receber uma música minha em espanhol'."

— Anitta sobre ter preparado seu público antes de lançar uma faixa em outro idioma.
Em 9 de setembro de 2014 Anitta deu seu primeiro passo em direção ao público fora do Brasil ao lançar uma versão em espanhol de "Zen" diretamente na América Latina, trazendo a participação especial do cantor espanhol Rasel e um novo videoclipe. Em 2015 a cantora iniciou o planejamento para uma futura carreira internacional, analisando os rumos da indústria fonográfica e chega a conclusão que a melhor forma de conquistar uma fatia do público estrangeiro seria ingressando pelo mercado latino. Em novembro conhece o colombiano J Balvin pelo Snapchat e fecha uma parceria com ele para o remix da faixa "Ginza", lançada em 29 de janeiro de 2016 no Brasil para promover o cantor no país e acostumar seus fãs com a lingua castelhana, a qual ela pretendia adotar no próximo trabalho.
Em maio Anitta gravou uma versão em inglês de "Bang" especialmente para Midem, um encontro mundial de empresários da indústria musical; a faixa, porém, não foi sido utilizada para nenhum outro fim desde então. Em 28 de julho, ela lançou "Sim ou Não, que trazia a participação do colombiano Maluma, sendo focada no reggaeton, além de uma segunda versão em espanhol intitulada "Si o No". Pelo estranhamento inicial em comparação com seus trabalhos anteriores, a faixa encontrou certa resistência das rádios brasileiras antes de finalmente conquistar um bom desempenho. A faixa deu visibilidade internacional para a cantora, que arrematou um nicho de público na América Latina, pontuando número quinze no Chile, treze no México, além de entrar em uma boa posição em Portugal.

## Gravação e lançamento
Em 13 de maio Anitta viajou para Los Angeles, nos Estados Unidos, onde gravou algumas canções nos estúdios da Warner. Em 23 de maio a cantora anunciou com exclusividade para a coluna de Sônia Racy no jornal O Estado de S. Paulo que "Paradinha" seria o título da faixa escolhida para ser lançada como seu novo single. Em 31 de maio a faixa foi liberada oficialmente junto com o videoclipe, contrariando o processo de lançamento utilizado com os singles anteriores, que eram realizadas em quatro etapas – prévia da canção, lançamento da faixa, liberação do lyric video e, por fim, o vídeo oficial. A estratégia foi adotada para evitar vazamentos, como ocorreu com "Deixa Ele Sofrer" em 2015 e, mais recentemente, com o videoclipe de "Switch".
"Paradinha" foi a primeira de Anitta a ser lançada exclusivamente em espanhol, sem qualquer outra edição em português previamente divulgada, como "Zen" e "Sim ou Não". Durante a primeira semana a faixa teve 500 mil execuções na plataforma Spotify, quebrando o recorde de canção mais tocada no Brasil no período de sete dias, além de marcar uma posição entre as 200 mais ouvidas no mundo, também rompendo o recorde de brasileiro com melhor desempenho; o recorde foi superado apenas em 2019, com "Todo Mundo Vai Sofrer", de Marília Mendonça.

## Estrutura musical e letra
| |  |  |
| Anitta adequou-se ao mercado internacional e buscou gêneros musicais utilizados por Rihanna e Justin Bieber para "Paradinha". |  |  |

"Paradinha" mistura dois dos principais gêneros musicais presentes em outras faixas bem sucedidas no mercado internacional recentemente, dancehall e tropical house – popularizados em canções como "Sorry", de Justin Bieber, "Shape of You", de Ed Sheeran, "Lean On" de Major Lazer e "Work", de Rihanna. A canção também apresenta elementos de reggaeton e música pop. Entre os instrumentos utilizados em sua produção estão o tambor jamaicano e a flauta eletrônica. A faixa foi composta por Anitta em parceria com Umberto Tavares e Jefferson Junior, que já haviam trabalhado com ela na maioria dos singles anteriores. Originalmente, a canção foi escrita em português e posteriormente traduzida com a ajuda de instrutores especializados em língua espanhola pelos mesmos compositores, adequando as estrofes e rimas ao idioma. Segundo a cantora, a faixa é de curta duração para não causar estranhamento ou um cansaço sonoro no público estrangeiro como acontece com canções muito longas, fixando no imaginário a intenção de ouvi-la novamente.
A cantora explicou que o termo "paradinha" é uma referência ao movimento de dança do "quadradinho", onde o corpo todo para a coreográfica e apenas o quadril executa o passo em quatro movimentações pausados, buscando uma forma de internacionalizar o termo. A temática principal da faixa é o jogo de sedução em que a personagem principal exerce sobre o parceiro com sua dança ("Eu quero ver você enlouquecer / quero te provocar, você vai ver que / quando eu quero alguma coisa, eu posso fazer"), expondo também que tem as rédeas da situação e reforçando e o poder feminino nas estrofes da última parte ("Eu não sou santa / tenho atitude, sim / não sou fácil").

## Promoção
Em 30 de maio de 2017, Anitta viajou ao México para passar uma temporada divulgação a canção em diversas rádios. Em 1 de junho, Anitta participou da revista eletrônica mexicana Función, da Excélsior Televisión. No mesmo dia esteve no talk show Tu Night con Gabo Ramos, na Nu Music, onde promoveu a faixa e apresentou "Sim ou Não".
Em 6 de junho, "Paradinha" foi apresentada pela primeira vez na televisão durante o programa Música Boa Ao Vivo, apresentado pela própria Anitta, no qual ela incluiu a bailarina plus size Thais Carla, ex-assistente de palco do programa Legendários. Em 10 de junho, Anitta apresentou "Paradinha" no Caldeirão do Huck.

## Recepção da crítica
| |  |  |
| A aposta em espanhol de "Paradinha" foi comparada à estratégia de Shakira (esquerda) e Enrique Iglesias (direita) para conquistar o mercado latino nos Estados Unidos antes de lançarem músicas em inglês. |  |  |

"Paradinha" recebeu avaliações majoritariamente positivas dos críticos especializados. Wilson Nemov, do portal A Gambiarra, disse que a canção era "simples, viciante e despretensiosa" e que tinha um refrão é viciante, funcionando tanto para o público latino, quanto para o brasileiro. O colunista ainda notou que o fato da faixa ser menos produzida que os trabalhos anteriores, como "Bang", era positivo por não se arriscar em algo inusitado em seu primeiro passo internacional: "Neste caso, menos realmente vem como mais, sem pecar pelo exagero". Mauro Ferreira, do portal G1, disse que "Paradinha" é fabricada especificamente para mercado musical e "sem preocupação de soar original", sendo isso um ponto positivo por adequar-se ao que o público estrangeiro busca ouvir, acrescentando que Anitta tem tudo para ser "a nova cara do mercado latino". Mariana Zappa, da MTV Brasil, disse que a cantora era uma "rainha do marketing" ao mergulhar na cultura norte-americana.
Anderson Neves, do portal Original Tune, disse que a canção não fica devendo à artistas internacionais e que Anitta conseguiu imprimir sua personalidade, comparando "Paradinha" a "Despacito", de Luis Fonsi, e "Me Enamoré", de Shakira. Luiz Prisco, do jornal Metrópoles, fez uma avaliação mista, alegando que a faixa era regular e longe de ser a melhor gravada pela cantora. Para o jornalista, porém, Anitta havia atingido um patamar de artista internacional e seguia a mesma cartilha de Shakira e Enrique Iglesias ao apostar no espanhol para conquistar as 33 milhões de pessoas que falam a língua nos Estados Unidos, calçando assim um caminho para lançar-se em inglês futuramente, dizendo-se estar na torcida por ela.
A faixa também recebeu avaliações de jornalistas internacionais. Christina Lee, do portal Idolator, disse que a faixa era sexy e fazia do mundo o palco de Anitta, acrescentando que ela "age como alguém nascido para o estrelato". Bradley Stern, do Pop Crush, disse que Anitta estava caminhando para a dominação global" e que a canção tinha tudo para ser um viral.

## Vídeo musical

### Produção e roteiro

Capturas em ecrã de quatro momentos do videoclipe de "Paradinha".

Anitta gravou o videoclipe de "Paradinha" em 24 de maio em Nova Iorque, nos Estados Unidos, sob a direção geral de Bruno Ilogti e direção artística de Giovanni Bianco, repetindo a parceria de "Bang", "Essa Mina É Louca" e "Cravo e Canela". No mesmo dia as primeiras fotos foram liberadas nas redes sociais. O vídeo trouxe a participação especial de Lais Ribeiro, modelo e Angel da Victoria's Secret, durante as cenas na lavanderia. O figurino da cantora foi produzido pela consultora de moda estadunidense Patti Wilson, que trabalha com os principais nomes da música internacional, utilizando peças da grife Balenciaga. O vídeo trouxe patrocínio dos snacks Cheetos, o qual Anitta aparece comendo em uma cena, e da empresa de tecnologia Samsung, a qual ela utilizou equipamento e mostrou os bastidores no canal da marca no YouTube. Segundo o diretor, a intenção era tirar Anitta da zona de conforto das superproduções em estúdio, as quais ela sempre esteve acostumada, e fazê-la interagir com o diferente em ambientes reais, surpreendendo o público.
Ao todo foram sete locações no videoclipe e figurinos especiais para eles – uma das sedes do supermercado Walmart, onde a cantora utiliza uma calça joggin camuflada com paetês e um top preto; o restaurante indiano Panna II, no bairro de East Village, onde ela aparece cantando abaixo de luzes coloridas e bandeirinhas enfeitadas utilizando um cropped verde de malha com calcinha preta; o restaurante grego Souvlaki Greek, no bairro de Lower East Side, apresentando Anitta dançando com tranças, shorts laranja e botas Balenciaga; o bar rock alternativo Arlene's Gocery, ambos em Lower East Side, onde ela utiliza o mesmo figurino anterior; o restaurante étnico Katz Delicatenssen, popularizado no filme When Harry Met Sally..., em que aparece com um cropped com estampa zebrada e shorts jeans; uma estação das estações da Linha F do Metrô de Nova Iorque, em Manhattan, na qual Anitta aparece com um macacão rosa e tranças; e uma lavanderia em East Village, no qual aparece com uma calça esporte azul e um cropped com vazado na frente.

### Recepção
O videoclipe foi visualizado 6,4 milhões de vezes nas primeiras 24 horas, quebrando o recorde brasileiro que era da própria cantora com "Loka", que acumulava 3,7 milhões no mesmo período. O vídeo também atingiu o primeiro lugar entre os demarcados como "em alta" do YouTube do Brasil e Portugal para trabalhos mais acessados, além de quinze nos Estados Unidos.
Em 26 de dezembro, "Paradinha" ficou em 8.º lugar no ranking das "10 melhores músicas pop latinas de 2017" realizado pelo site norte-americano Idolator.

## Prêmios e indicações
| Ano  | Prêmio            | Indicação     | Resultado |
| ---- | ----------------- | ------------- | --------- |
| 2017 | Melhores do Ano   | Música do Ano | Indicado  |
| 2017 | Caldeirão de Ouro | As 10+ do Ano | 3º Lugar  |

## Créditos
Créditos adaptados do Tidal.
- Anitta – composição, vocal
- Umberto Tavares – compositor, guitarra, percussão
- Jefferson Junior – compositor, percussão
- Mãozinha – produção, bateria
- Toninho Aguiar – teclado, percussão
- Marcos Saboia – percussão

## Desempenho nas tabelas musicais
| Tabela musical (2017)                                | Melhor posição |
| ---------------------------------------------------- | -------------- |
| Brasil (Brasil Hot 100 Airplay)                      | 3              |
| Brasil (Billboard Hot Pop & Popular)                 | 1              |
| Brasil (Billboard Regional Belo Horizonte Hot Songs) | 5              |
| Brasil (Billboard Regional Brasília Hot Songs)       | 7              |
| Brasil (Billboard Regional Curitiba Hot Songs)       | 6              |
| Brasil (Billboard Regional Fortaleza Hot Songs)      | 2              |
| Brasil (Billboard Regional Porto Alegre Hot Songs)   | 3              |
| Brasil (Billboard Regional Recife Hot Songs)         | 1              |
| Brasil (Billboard Regional Rio de Janeiro Hot Songs) | 3              |
| Brasil (Billboard Regional Salvador Hot Songs)       | 2              |
| Brasil (Billboard Regional São Paulo Hot Songs)      | 3              |
| Brasil (Billboard Regional Rio de Janeiro Hot Songs) | 1              |
| Brasil (Billboard Mexican Espanol Airplay)           | 25             |
| México Pop Airplay (Monitor Latino)                  | 10             |
| Portugal (Associação Fonográfica Portuguesa)         | 54             |
| Uruguai (Monitor Latino)                             | 14             |

| Tabela musical (2016)                     | Melhor posição |
| ----------------------------------------- | -------------- |
| Brasil (Billboard Brasil Hot 100 Airplay) | 36             |

## Vendas e certificações
| Região                                                        | Certificação | Vendas  |
| ------------------------------------------------------------- | ------------ | ------- |
| Portugal (AFP)                                                | Ouro         | 10.000‡ |
| ‡vendas+valores de streaming baseados somente na certificação |              |         |

## Histórico de lançamento
| País         | Data               | Formato(s)                         | Gravadora |
| ------------ | ------------------ | ---------------------------------- | --------- |
| Mundialmente | 31 de maio de 2017 | Download digital airplay streaming | Warner    |